# Engelbert von Deckenbrock
Engelbert von Deckenbrock (* vor 1266; † 1298) war ein Ritter, Burgmann zu Ahaus, Droste des Domkapitels, Schöffe der Stadt Münster, Kämmerer des Kanonissenstifts mit der Überwasserkirche in Münster und Gutsbesitzer.

## Leben

### Abstammung

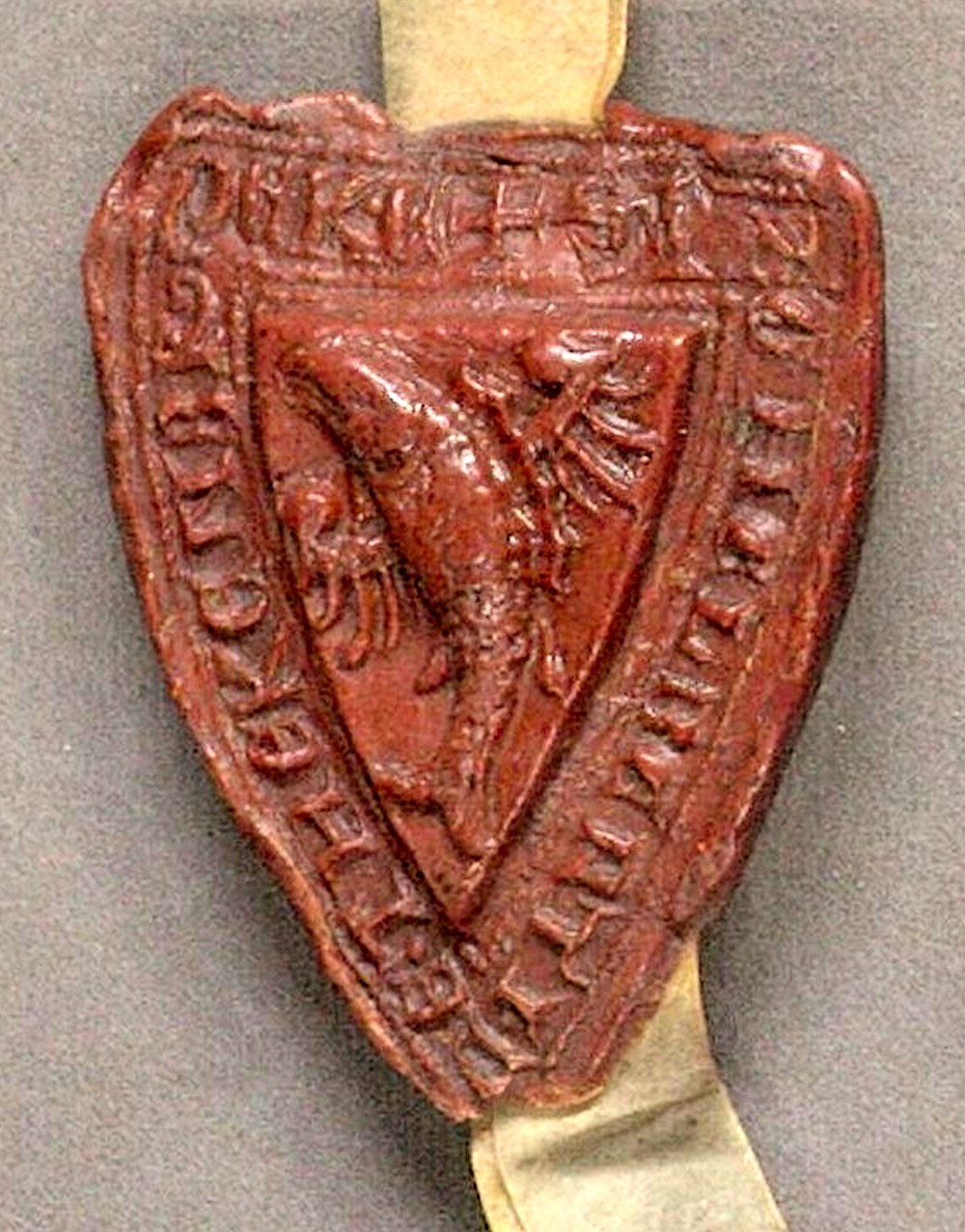
Wappen im Siegel des Engelbert von Deckenbrock (1295)

Engelbert war ein Ritter aus der 4. bekannten Generation des Adelsgeschlechts von Deckenbrock. Anders als bei seinen Vorfahren sind viele seiner Lebensdaten überliefert. Sein Urgroßvater, der Ritter und Gutsbesitzer Bernhard I. von Deckenbrock (urkundlich erwähnt 1209), war der Stammherr des später Droste zu Hülshoff genannten Geschlechts. Er war Gutsbesitzer bei Everswinkel und hatte vermutlich als Vasall des Bischofs von Münster Hermann II. von Katzenelnbogen und von Kaiser Friedrich Barbarossa am Dritten Kreuzzug teilgenommen. Sein Großvater Johann I., Kämmerer des Bischofs von Münster, und sein Vater Johann II. hatten den Gutsbesitz bei Everswinkel geerbt. Weil ihnen der mächtig gewordene Bischof von Münster dessen Befestigung versagte, hatten sie sich wegen der „Fehde- und raublustigen“ Zeit zunehmend hinter die sicheren Mauern der Stadt Münster zurückgezogen. Engelbert trat in Urkunden häufig als Zeuge auf und siegelte als erstes Familienmitglied mit ihrem Wappen, dem fliegenden Fisch.
Engelbert heiratete Adelheid von Langen (westfälische Adelsgeschlechter), die aus Haus Langen, ebenfalls bei Everswinkel, stammte. Mit ihr hatte er die Söhne Johann III. von Deckenbrock (seinen Nachfolger), Dietrich und Heinrich sowie die Tochter Margaretha. Engelbert diente 1268 als Burgmann auf der Burg Ahaus an der Grenze zu den Niederlanden, die dem mächtigen Bernhard II. von Ahaus gehörte und von hoher Bedeutung für den Bischof von Münster war.

### Droste des Domkapitels Münster
Spätestens 1277 wurde Engelbert Droste des Domkapitels Münster – ein Amt, nach dem sich schon sein Verwandter Everwinus vor 1154 benannt hatte und das in drei weiteren Generationen seiner Familie erblich und namensgebend wurde. Dieses Drostenamt war nicht nur als vornehmstes Hofamt für die Tafel des Domkapitels, an der auch der Bischof oft teilnahm, verantwortlich, sondern verwaltete auch die größte Vermögensmasse im Hochstift Münster. Das Domkapitel Münster war eines der reichsten; schon im frühen Mittelalter lieferten ca. 60–80 Höfe ihre Abgaben an dessen größten Amtshof, den Brockhof. Es war auch eines der mächtigsten, da es den Bischof als Landesherrn des größten Hochstifts im Reich wählte, unterstützte, kontrollierte und vertrat. Das Drostenamt des Domkapitels bestand nur bis zum Ende des 14. Jahrhunderts, während zahlreiche andere Drostenämter, z. B. die der Amtsdrosten des Fürstbischofs, bis zum Untergang des Heiligen Römischen Reiches bestehen blieben und so z. B. den Reichtum der "Erbdrosten" aus der Familie Droste zu Vischering begründeten. Beide Familien Droste wurden erst 1729 durch die Heirat von Heinrich Wilhelm Droste zu Hülshoff mit Anna Brigitta Droste zu Vischering miteinander verwandt.

### Schöffe (Ratsherr) in Münster
Engelbert hatte spätestens 1284 seinen Wohnsitz in der Stadt Münster, in der er, wie sein Vater und Großvater, als Erbmann Bürgerrecht hatte. Nur Erbmänner waren in Münster wählbar als Schöffen bzw. Ratsherren und Bürgermeister – Ämter, die auch zahlreiche seiner Nachfahren bis ins 17. Jahrhundert hinein bekleideten. Engelbert wurde als erstes Familienmitglied zum Schöffen für das Kirchspiel Überwasser (Münster) gewählt.

### Gutsbesitzer und Kämmerer des Stifts Überwasser

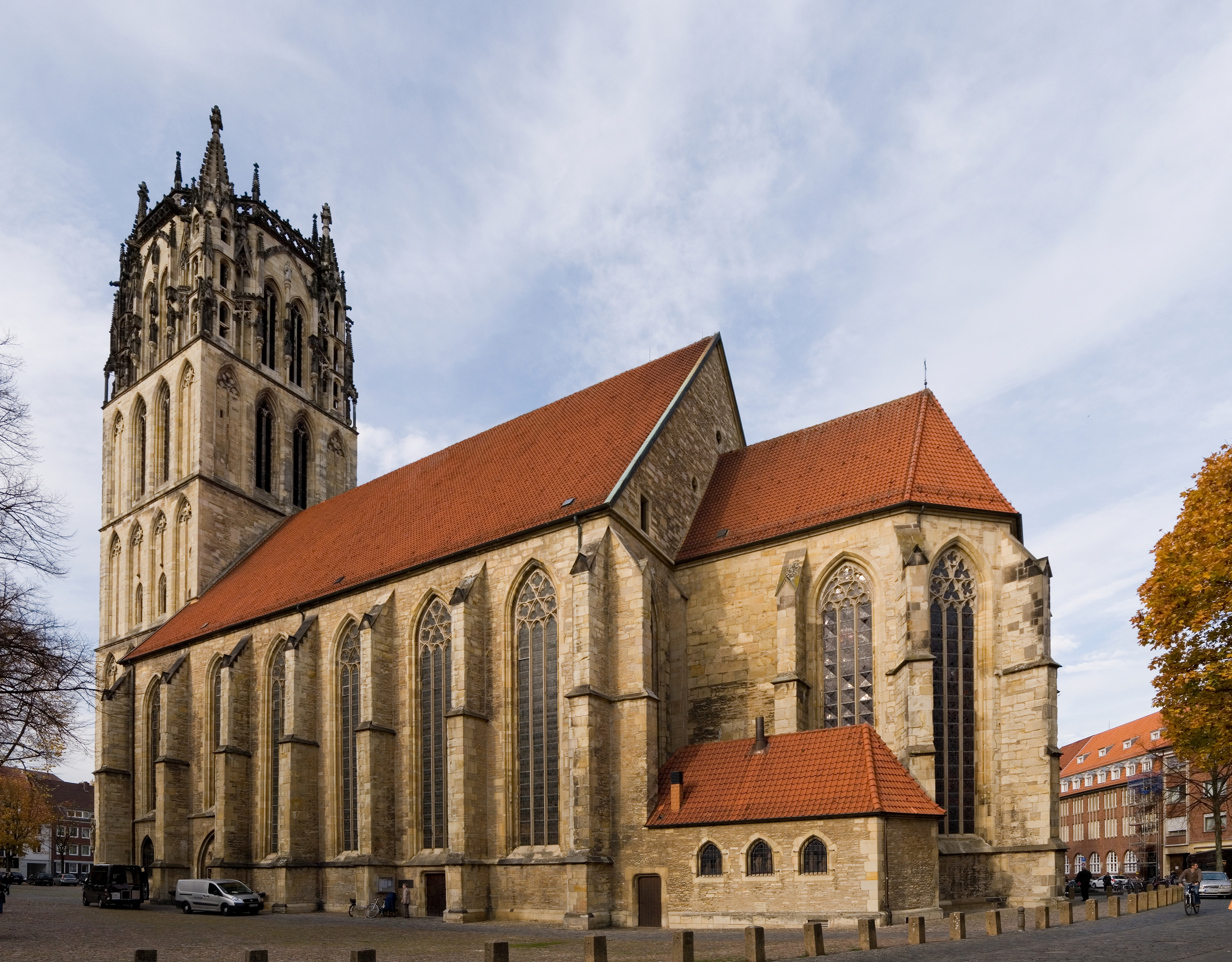
Überwasserkirche Münster, heutiger Zustand

Engelbert hatte von seinem Vater Johann II. von Deckenbrock das Gut Grosse Deckenbrock (Kleine Deckenbrock hatte dessen Bruder erhalten) und andere Güter bei Everswinkel geerbt. Er bewirtschaftete seit 1288 auch das Gut Rötgering (Uppenberge) in Münster, wodurch er Kämmerer des Kanonissenstifts der Überwasserkirche wurde. Die Äbtissin übereignete ihm dieses Gut und Haus 1295. Das Stift Überwasser war 1040 von König Heinrich III. (HRR) mit reichem Grundbesitz ausgestattet und im Beisein zahlreicher Bischöfe (darunter der künftige Papst Clemens II.) geweiht worden. Seither wurde es von Damen aus dem Hochadel geleitet. Auch das Gut Deckenbrock leistete dorthin Abgaben; Kleine Deckenbrock ging spätestens 1301 in seinen Besitz über. Die Deckenbrock/Droste zu Hülshoff hatten auch nach dem Erwerb von Burg Hülshoff (1417) bis ins 16. Jahrhundert ihren Hauptsitz im Kirchspiel Überwasser und wurden vor dem Chor in der Überwasserkirche bestattet.